# Josh McDowell
Joslin „Josh” McDowell (n. 17 august 1939, Union City, Michigan, Statele Unite) este un apologet creștin, evanghelist și scriitor. Este protestant și autor sau co-autor al peste 77 de cărți. Cea mai cunoscută carte a sa, Evidence That Demands a Verdict, s-a clasat pe locul 13 întocmit de publicația  Christianity Today privind cele mai influente cărți evanghelice care au fost publicate după cel de-al doilea război mondial.
Profesorul universitar emerit Gordon B. Hazen nu are deloc cuvinte de laudă pentru cercetările lui McDowell.

## Cărți de McDowell
- Evidence That Demands A Verdict, First published 1972. Revised Edition, Here's Life Publishers, San Bernardino, California, 1979.
- More Than A Carpenter, Tyndale House, Wheaton, Illinois, 1977.
- Daniel in the Critics' Den, Here's Life Publishers, San Bernardino, California, 1979.
- Answers to Tough Questions, cu Don Stewart, Here's Life Publishers, San Bernardino, California, 1980.
- Givers, Takers and Other Kinds of Lovers, cu Paul Lewis, Tyndale House, Wheaton, 1980.
- Reasons Skeptics Should Consider Christianity, cu Don Stewart, Here's Life Publishers, San Bernardino, California, 1981.
- More Evidence That Demands A Verdict, Revised edition, Here's Life Publishers, San Bernardino, California, 1981.
- The Resurrection Factor, Here's Life Publishers, San Bernardino, California, 1981.
- Prophecy: Fact or Fiction, Here's Life Publishers, San Bernardino, California, 1981.
- The Myths of Sex Education, Here's Life Publishers, San Bernardino, California, 1981.
- Guide To Understanding Your Bible, Here's Life Publishers, San Bernardino, California, 1982.
- Understanding Secular Religions, Here's Life Publishers, San Bernardino, California, 1982.
- Understanding Non-Christian Religions, cu Don Stewart, Here's Life Publishers, San Bernardino, California, 1982.
- The Islam Debate, cu John Gilchrist, Here's Life Publishers, San Bernardino, California, 1983.
- Jesus: A Biblical Defense of His Deity, cu Bart Larson, Here's Life Publishers, San Bernardino, California, 1983.
- Handbook of Today's Religions, cu Don Stewart, Here's Life Publishers, San Bernardino, California, 1983.
- Evidence Growth Guide, Here's Life Publishers, San Bernardino, California, 1983.
- Evidence for Joy, cu Dale Bellis, Word, Waco, 1984.
- His Image, My Image, Here's Life Publishers, San Bernardino, California, 1984.
- The Secret of Loving, Here's Life Publishers, San Bernardino, California, 1985.
- Why Wait? cu Dick Day, Thomas Nelson Publishers, Nashville, 1987.
- How to Help Your Child Say "No" to Sexual Pressure, Word Books, 1987.
- He Walked Among Us: Evidence for the Historical Jesus, cu Bill Wilson, Here's Life Publishers, San Bernardino, California, 1988.
- Skeptics Who Demanded a Verdict, Tyndale House, Wheaton, 1989.
- The Dad Difference, cu Norm Wakefield, Here's Life Publishers, San Bernardino, California, 1989.
- A Ready Defense, Thomas Nelson, Nashville, Tennessee, 1990.
- The Occult, cu Don Stewart și Kurt Van Gorden, Here's Life Publishers, San Bernardino, CA, 1992.
- Don't Check Your Brains at the Door, Concordia Publishing House, 1992.
- Right From Wrong, cu Bob Hostetler, Word, Dallas, 1994.
- The Father Connection: 10 Qualities of the heart that empower your children to make right choices, B&H Books, Nashville Tennessee 1996.
- The One Year Book of Josh McDowell's Youth Devotions, cu Bob Hostetler, Tyndale House, Wheaton, 1997.
- New Evidence That Demands A Verdict, Word, Nashville, 1999.
- See yourself as God sees you, Tyndale House Publishers, Wheaton, Illinois, 1999.
- Disconnected Generation: Saving Our Youth From Self-Destruction, Word, Nashville, 2000.
- Beyond Belief to Convictions, cu Bob Hostetler, Tyndale House, Wheaton, 2002.
- The Last Christian Generation, Green Key Books, Holiday, Florida, 2006.
- The Da Vinci Code: A Quest For Answers by Josh McDowell (free pdf book, 2006, 112 pp, ISBN 1932587802)
- Evidence for the Resurrection, Regal Books, Ventura, California, 2009.

### Traduceri în română
- Josh McDowell & Bill Wilson - El a umblat printre noi (denumire originală He walked among us), Societatea Misionară Română, Editura Here's life, Oradea, 1994, pag. 64

### Biografie
- Josh: The Excitement of the Unexpected, de Joe Musser, Here's Life Publishers, San Bernardino, California, 1981. Cunoscută și sub titlul A Skeptic's Quest.